# Fusōsha
Fusōsha Publishing (株式会社扶桑社, Kabushiki Kaisha Fusōsha) est une maison d'édition japonaise créée en 1987, possédée par Fuji Media Holdings et faisant partie de Fujisankei Communications Group (en).

## Historique
Fuji Media Holdings fonde Living Magazine Co. , Ltd en tant que maison d'édition. En 1984, la compagnie change de nom pour Fusōsha Co., Ltd.  
En 1987, Fusosha Co., Ltd fusionne avec Sankyo Publishing Co., Ltd, une division Sankei Shimbun, elle-même faisant partie du groupe Fujisankei Communications.
En 2007, Fuji TV fait l'acquisition de parts supplémentaires de Fusōsha et de Pony Canyon pour en faire des filiales en propriété exclusive. 
En plus des nombreux magazines et livres édités, la compagnie publie des monographies de programmes de ses sociétés sœurs Fuji TV et Nippon Broadcasting System (en), dont All Night Nippon et Waratte iitomo!. 

### Polémique concernant le révisionnisme
Dans les années 2000, le Ministère de l'Éducation au Japon valide la parution d'un livre d'histoire publié par Fusōsha en 2002 puis 2005, jugé révisionniste par la plupart des historiens, notamment concernant le traitement du massacre de Nankin,. La publication de ces manuels déclenche une vague d'émeute en Chine et en Corée du sud, qui a pris le nom de « Guerre des manuels ».